# Pickerington
Pickerington es una ciudad ubicada en el condado de Fairfield en el estado estadounidense de Ohio. En el Censo de 2010 tenía una población de 18291 habitantes y una densidad poblacional de 724,62 personas por km².

## Geografía
Pickerington se encuentra ubicada en las coordenadas 39°53′28″N 82°46′18″O / 39.89111, -82.77167. Según la Oficina del Censo de los Estados Unidos, Pickerington tiene una superficie total de 25.24 km², de la cual 25.24 km² corresponden a tierra firme y (0.01%) 0 km² es agua.

## Demografía
Según el censo de 2010, había 18291 personas residiendo en Pickerington. La densidad de población era de 724,62 hab./km². De los 18291 habitantes, Pickerington estaba compuesto por el 80.08% blancos, el 12.98% eran afroamericanos, el 0.19% eran amerindios, el 2.91% eran asiáticos, el 0.05% eran isleños del Pacífico, el 0.73% eran de otras razas y el 3.06% pertenecían a dos o más razas. Del total de la población el 2.52% eran hispanos o latinos de cualquier raza.